# Baluchistán (Afganistán)

Grupos étnicos mayoritarios en Pakistán y países vecinos en 1980, en rosa los baluchis.

El Baluchistán afgano (en baluchi: بلوچستان), o Baluchistán del Norte, es una región árida y montañosa que incluye parte del sur y el suroeste de Afganistán. Se extiende hacia el sureste de Irán y el oeste de Pakistán y lleva el nombre del pueblo baluchi.

## Geografía
El Baluchistán afgano incluye las provincias de Nimruz, Kandahar y el sur de Helmand.

## Historia
Los baluchi son un grupo étnico que cuenta con alrededor de 200 000 en Afganistán. Las principales áreas baluchi están ubicadas en la provincia de Baluchistán en Pakistán y las provincias de Sistán y Baluchistán en Irán. Muchos también viven en el sur de Afganistán, siendo musulmanes sunitas. La población baluchi en Afganistán es de aproximadamente 600 000, de los cuales 400 000 son hablantes del baluchi y 200 000 hablantes del brahui. La mayoría de los baluchi viven en el sur de Afganistán. Los hablantes del baluchi se asentaron principalmente en la provincia de Nimruz. Los hablantes del brahui habitan principalmente en la provincia de Kandahar. En Helmand, se mezclan los hablantes de ambas lenguas. Los baluchi en otras partes de Afganistán hablan pastún y dari. Durante la guerra soviética en Afganistán y la guerra civil afgana (1989-1992), muchos pastunes se asentaron en partes de Baluchistán.